# Toshiyuki Kamioka
Toshiyuki Kamioka (jap. 上岡　敏之 Kamioka Toshiyuki; * 20. September 1960 in Tokio) ist ein japanischer Dirigent und Pianist, der von 1984 bis 2016 vorwiegend in Deutschland lebte und arbeitete.

## Leben und Wirken
Toshiyuki Kamioka studierte von 1979 bis 1983 Dirigieren, Komposition, Klavier und Violine an der Hochschule der Künste und Musik in seiner Heimatstadt Tokio, wo er 1982 mit dem Ataka-Preis ausgezeichnet wurde. Ein Stipendium von Rotary International ermöglichte ihm weiterführende Studien in Hamburg bei Klauspeter Seibel an der Hochschule für Musik und Theater.
Nach Tätigkeiten als Solorepetitor und Kapellmeister in Kiel und erster Kapellmeister am Aalto-Theater in Essen wurde Kamioka 1996 zum Generalmusikdirektor am Hessischen Staatstheater in Wiesbaden ernannt, wo er bis 2004 arbeitete. Zusätzlich war er von 1998 bis 2006 Generalmusikdirektor der Nordwestdeutschen Philharmonie in Herford.
2004 übernahm Kamioka das Amt des Generalmusikdirektors der Stadt Wuppertal sowie eine Professur für Dirigieren an der Hochschule für Musik Saar in Saarbrücken. Von 2009 bis 2016 war er in Wuppertal Chefdirigent und Künstlerischer Leiter des Sinfonieorchesters Wuppertal und zusätzlich Generalmusikdirektor am Saarländischen Staatstheater in Saarbrücken. Die Saarbrücker Doppelfunktion nutzt er zum Aufbau einer gemeinsamen Orchesterakademie von Staatstheater und Musikhochschule.
Gastdirigate führten Toshiyuki Kamioka unter anderen zum NHK-Sinfonieorchester, den Bamberger Symphonikern, den Rundfunkorchestern des WDR, MDR, BR, SWR und SR.
2010 erhielt Toshiyuki Kamioka den Von der Heydt-Preis der Stadt Wuppertal.
2012 teilte der Wuppertaler Oberbürgermeister Peter Jung mit, dass Kamioka zusätzlich zu seinem Amt als Chefdirigent der Sinfoniker auch Opernintendant der Wuppertaler Bühnen werde. Er löste in letzterer Funktion im Sommer 2014 Johannes Weigand ab. Während Kamiokas Fähigkeiten und Leistungen als Dirigent allgemein anerkannt wurden, wurde seine Opernintendanz von der Presse als „glück- und einfallslos“ beurteilt.
Nach tiefgreifenden Änderungen im Opernbetrieb – Kamioka kündigte dem gesamten Sänger-Ensemble (ein in einer deutschen Großstadt bis dahin einmaliger Vorgang) und stellt auf Gastsänger um – kündigte Kamioka selbst vorzeitig seinen Vertrag im November 2014 und gab bekannt, dass er nach der Saison 2015/2016 nach Japan zurückgehen würde. Die Britin Julia Jones hat 2016/2017 seine Nachfolge angetreten und wurde damit Generalmusikdirektorin des Sinfonieorchesters und der Oper. Der Kamioka nachfolgende Intendant der Oper war Berthold Schneider. Kamioka übernahm im September 2016 die Leitung des Neuen Philharmonieorchesters Japan und mit der Spielzeit 2016/17 die Position des Chefdirigenten des Copenhagen Philharmonic Orchestra. Dort blieb er bis zum Ende der Spielzeit 2023/2024.